# Hariharapura, Hassan
Hariharapura là một làng thuộc tehsil Hassan, huyện Hassan, bang Karnataka, Ấn Độ.